# صيغة لابلاس
في ميكانيكا الموائع ,تمكن  صيغة لابلاس (بالإنجليزي : Laplace formula) من حساب الضغط بين وسطين متصلين .

## صيغته
لنفرض أن لدينا وسطين تفصل بينهما مسافة صغيرة نصف قطر انحناء السطح a,b هو {\displaystyle r_{t}} و {\displaystyle r_{b}} على التوالي , يكون الاختلاف في الضغط بينهما هو :
{\displaystyle \Delta P=\alpha \left({\frac {1}{r_{t}}}+{\frac {1}{r_{b}}}\right)}
عندما {\displaystyle \alpha } ضغط السطح .